# Коробейник, Юрий Фёдорович
Юрий Федорович Коробейник (18 июля 1930, Ростов-на-Дону — 3 мая 2021, там же) — профессор, доктор физико-математических наук, заслуженный деятель науки Российской Федерации. Действительный член Международной Академии педагогического образования, член-корреспондент Южно-Российского отделения Академии Высшей Школы. Заслуженный профессор Ростовского государственного университета. Награжден Орденом Дружбы.

## Биография
Юрий Коробейник родился 18 июля 1930 года в Ростове-на-Дону.
Окончил в 1947 году Ростовскую мужскую среднюю школу № 75 с серебряной медалью.
После окончания учёбы в школе, поступил на отделение физики физико-математического факультета Ростовского государственного университета. После двух месяцев учёбы, и посещений лекций А. П. Гремяченского по математическому анализу, Юрий Коробейник перевелся в группу математиков. В это же время впервые вышел курс Г. М. Фихтенгольца. Обучаясь на второму курсе университета, Юрий Коробейник начал заниматься научной работой, его наставником был С. Я. Альпер.
В 1952 году стал выпускником физико-математического факультета РГУ, окончил учёбу с красным дипломом. Поступил в аспирантуру по кафедре математического анализа к М. Г. Хапланову.
В 1955 году защитил кандидатскую диссертацию на тему «Бесконечные системы линейных дифференциальных уравнений».
В 1965 году — докторскую диссертацию «Аналитические решения операторных уравнений бесконечного порядка».
В 1967 году Юрию Коробейнику было присвоено звание профессора по кафедре теории функций и функционального анализа.
В 1967—1970 году занимал должность проректора по научной работе. В 1970 году создал кафедру методов теории функции комплексного переменного и стал её главой. В 1976 году стал заведующим кафедрой математического анализа.
Автор 350 статей и 6 научных монографий.
В 1970-х и 1980-х годах Юрий Фёдорович Коробейник читал лекции в Уфе, Якутске, Нальчике, Львове, Черновцах, Владивостоке, Саратове.
С 1985 года по 1999 год был президентом Ростовского математического общества.
В 1990-х годах он читал лекции в Турции, Израиле, Японии и Германии.
18 июля 2005 года Юрий Коробейник отметил свой 75 день рождения, а также 50 лет с начала научной деятельности.
В 2006 году награждён Орденом Дружбы.
Юрий Федорович Коробейник — заведующий отделом комплексного анализа в Институте прикладной математики и информатики Владикавказского научного центра РАН.
Автор монографии «О разрешимости в комплексной области некоторых классов линейных операторных уравнений», опубликованной в Ростове-на-Дону в 2009 году.
Юрий Фёдорович Коробейник скончался 3 мая 2021 года в г. Ростове-на-Дону в возрасте 90 лет.